# タカラヅカ絢爛II -灼熱のカリビアン・ナイト-
ラテン・ファンタジー『タカラヅカ絢爛II-灼熱のカリビアン・ナイト-』（タカラヅカけんらん2 しゃくねつのカリビアン・ナイト）は、宝塚歌劇団月組によって上演された作品。24場。王朝ロマン『飛鳥夕映え』も同じく上演された。
2004年6月25日から8月9日に宝塚大劇場、同年9月3日から10月10日に東京宝塚劇場で上演された。作・演出は草野旦。
星組からの続演であり、彩輝直の大劇場トップお披露目・映美くららの退団公演である。

## あらすじ
カリブ海に浮かぶキューバ。この島では年に一度、夏に近い満月の夜に妖精たちが海の中から踊りながら現れるのだ。踊りが大好きな妖精のポノポはその夜人間の娘・マリアに出会い2人は恋に落ちる。

## スタッフ
宝塚大劇場公演のデータ
- 作・演出：草野旦[1]
- 音楽[2]：高橋城、鞍富真一、青木朝子
- 音楽指揮：御﨑惠[2]
- 振付[2]：サンティアゴ・アルフォンソ、羽山紀代美、麻咲梨乃、若央りさ
- 装置：大橋泰弘[2]
- 衣装：任田幾英[2]
- 照明：佐渡孝治[3]
- 音響：加門清邦[3]
- 小道具：石橋清利[3]
- 効果：木多美生[3]
- 演出助手[3]：稲葉太地、宮崎朝海
- 舞台進行[3]：森田智広、宮脇学、田中秀和
- 制作[3]：木村康久、西堀文雄
- 振付補：アルフレド・モレー[3]
- 振付家招聘協力：株式会社ラティーナ[3]

## 主な配役
- 彩輝直 ポノポ
- 映美くらら マリア
- 貴城けい フェロ
- 瀬奈じゅん ラサロ
- 大空祐飛 ペペ
- 夏河ゆら オバタラ
- 月船さらら エレグア
- 北翔海莉 タムタム